# Lucerio di Moriana
Lucerio di Moriana, noto anche come Lucerio di Farfa (Moriana, 650 – Farfa, 740), è stato un abate franco, appartenente all'ordine benedettino che divenne abate dell'Abbazia di Farfa; è venerato come santo dalla Chiesa cattolica.

## Biografia
Lucerio di Moriana (francese: Lucerius de Maurienne), monaco benedettino, entrò molto giovane nell'ordine. Amico e concittadino di San Tommaso di Farfa (anche noto come Tommaso di Moriana), lo seguì fino a Gerusalemme, dove rimasero sette anni.
In seguito a una visione, Tommaso decise di rifondare l'Abbazia di Farfa, nel territorio del comune di Fara in Sabina, nel reatino. Lucerio seguì l'amico e maestro e divenne, alla morte di Auneperto di Tolosa, succeduto a Tommaso di Farfa, il terzo abate dell'abbazia.
Nel 735 fondò l'Abbazia di San Salvatore Maggiore, distante otto miglia da Farfa. Nel 739, in seguito all'improvvisa calata del re dei Longobardi, Liutprando, Lucerio, che fece sollecitamente omaggio al re che si trovava a Spoleto, riuscì a ottenere la riconferma dei privilegi concessi all'abbazia dai precedenti duchi di Spoleto.
Negli Annales Benedectini è riportata il 24 giugno 739 come data della sua morte.

## Il culto
Viene celebrato il 10 dicembre, lo stesso giorno di San Tommaso di Farfa.